# Visuté údolí

Visutá údolí

Visutá údolí ústí do hlavního údolí mnohem výše, než je jeho dno.

## Vznik

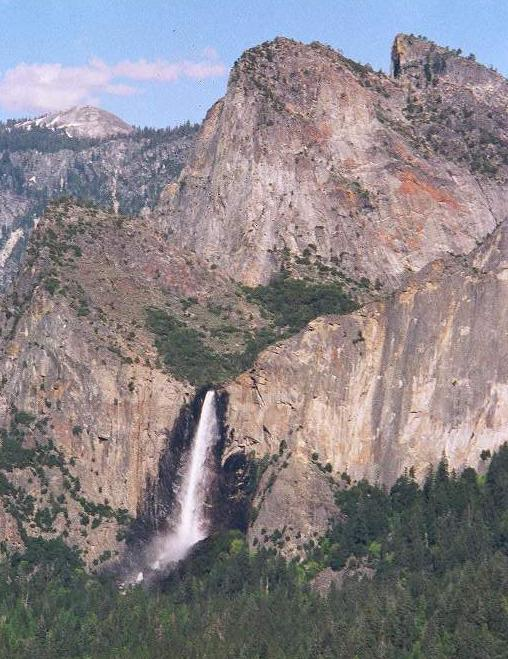
Visuté údolí s vodopádem v Yosemitském národním parku, USA

Vznikají tím, že jejich eroze byla mnohem menší než eroze hlavního údolí, které bylo vůči nim přehloubeno. Stává se to zejména v údolích ledovcového původu. Hlavní ledovec si prohloubil koryto mnohem víc než menší ledovce postranní, a proto po jejich ústupu zůstávají postranní údolí viset nad tím hlavním. Krátké ledovcové jazyky, které do hlavního ledovcového údolí směřují z vedlejších postranních, často výše položených údolí, se nazývají visuté ledovce. Jejich živná oblast firnových polí je poměrně nepatrná. Visutá údolí vzniklá jejich činností mají charakter typických trogů. Exarace je však v důsledku menší mohutnosti ledovce nemohla zahloubit tak hluboko jako obrovský údolní ledovec, který výrazně vytvaroval údolí hlavní. Díky výškovému rozdílu mezi údolím visutým a hlavním na tamějších vodních tocích vznikají vodopády.
Visutá údolí se vyskytují také na skalnatém mořském pobřeží. K tomu dochází, když vlny příboje erodují pobřežní útesy rychleji, než pobřežní skály vymílá vodní tok, který tam ústí do moře. Výškový rozdíl znovu vytváří vodopády.

## Výskyt
V Česku najdeme ledovcová visutá údolí v postranních údolích Labského a Obřího dolu v Krkonoších. Jsou zakončena strmými stěnami a mohutnými vodopády.
V Rakousku se vyskytují v jižních postranních údolích Salzachtal (údolí řeky Salzach) v Alpách. Hlavní údolí Salzachtal bylo v poslední době ledové silně zahloubeno a všechna postranní údolí z jižní strany do něj nyní ústí vysokým skalním stupněm.
V Polsku se v Tatrách rovněž nacházejí visutá údolí, například Buczynowa Dolinka.